# Bortolo
Bortolo è un personaggio immaginario presente ne I promessi sposi, romanzo di Alessandro Manzoni.

## Biografia del personaggio
Bortolo appare come cugino di Renzo e gli offre asilo a casa sua nel bergamasco poiché Renzo era ricercato come rivoluzionario dal governo di Milano.
Costui è lavoratore in un filatoio; per questo Renzo può offrirgli il proprio ausilio nel lavoro, siccome di mestiere eseguiva il filatore di seta.
Questo personaggio non compare mai direttamente, se non in un solo frangente in cui dialoga con il cugino.
Bortolo si rivela comunque di estremo aiuto per il cugino, dato che non solo lo ospita per un anno, ma gli offrirà un lavoro per il resto della vita dal momento in cui Renzo si trasferirà con la moglie Lucia nel territorio di Bergamo e vi metterà su casa con la propria famiglia.